# Rauenberger Bildstöckel
Das Rauenberger Bildstöckel ist ein Bildstock bei Rauenberg im Rhein-Neckar-Kreis im nördlichen Baden-Württemberg. Viel älter als die 1907/10 erneuerte Kirche St. Peter und Paul ist das 1698 errichtete Bildstöckel das älteste christliche Kulturdenkmal auf Rauenberger Gemarkung. Das Original befindet sich heute im Winzermuseum, am alten Aufstellungsort wurde eine originalgetreue Kopie aufgestellt.

## Geschichte
Das Bildstöckel wird erstmals 1743 urkundlich erwähnt, in einer von Kapellan Marcellianus in Vertretung des abwesenden Pfarrers für das Bistum Speyer erstellten Aufstellung aller vorhandenen Kapellen und Kreuze in Rauenberg. Neben einer (heute durch einen Neubau ersetzten) St.-Anna-Kapelle und der (1953 im Zuge des Straßenbaus abgerissenen) St.-Michaels-Kapelle führt die Aufstellung von 1753 noch drei Steinkreuze im Weinberg oben an der jungen Keil, mitten im Dorf bei der herschaftl. Zehntscheuer und unten im Dorf bei der Bach an der steinernen Brücke, ferner drei heute nicht mehr nachweisbare Holzkreuze und schließlich auch den Bildstock oben im Dorf auf dem Kreuzweg auf. Als Stifter des Bildstocks wird Conrat Bender genannt.
Im 19. Jahrhundert wurde das Bildstöckel von seinem alten Standort nach außerhalb des Ortes an einen Weg in den Weinbergen versetzt. In den 1960er Jahren wurde im Zuge der Flurbereinigung auch das Wegenetz erneuert, so dass das Bildstöckel seitdem quer zum Weg steht. Das ihn umgebende Gewann wurde bei der Neueinteilung der Gewanne nach der Flurbereinigung Bildstöckel genannt.
Nach einer Restaurierung durch den örtlichen Bildhauer Karl Steidel im späten 20. Jahrhundert wurde das Bildstöckel dem Winzermuseum Rauenberg übereignet, wo es witterungsgeschützt aufbewahrt wird, während am vorigen Standort in den Weinbergen im Gewann Bildstöckel eine originalgetreue Kopie aufgestellt wurde.

## Beschreibung
Auf einem Sockelstein und einer im unteren Teil stärkeren Säule befindet sich ein schildförmiger, mit kunstvollen Reliefarbeiten verzierter Stein, der oben von einem Kleeblattkreuz abgeschlossen wird. Auf dem oben gewölbten Stein befindet sich mittig eine Darstellung mit dem Gekreuzigten, der links von der betenden Maria und rechts vom betenden Johannes flankiert wird. Am Fuß des Kreuzes befinden sich Schädel und Knochen, während unter den flankierenden Figuren jeweils Engelsköpfe mit Flügeln sichtbar sind. Die Kreuzigungsszene wird links und rechts von gerillten Säulen flankiert, die auf Rollwerk ruhen und nach oben den abschließenden Scheitelbogen mit Kleeblattkreuz tragen.
Im unteren Bereich des Reliefsteins ist eine von Rankwerk umgebene Inschrift, die den Stifter und das Jahr 1698 nennt: KONRAT BINTER GOT ZU ER 1698. Die Inschrift am Kopf des Kreuzes lautet INRA. Weitere Inschriften befinden sich im Kleeblattkreuz und im Scheitelbogen. Die Inschriften weisen verschiedene Besonderheiten auf. Das N weist immer einen umgekehrten Schrägstrich auf, das U ist als U und als V dargestellt, manche Buchstaben sind zu Ligaturen zusammengezogen. Die Buchstaben C, G und das E sind nahezu gleich gestaltet und unterscheiden sich nur durch die Anzahl der Abstriche. Statt des D wird immer ein T verwendet. Die Inschrift im Kleeblattkreuz lautet O B AUCH EN IHM WI ME SCHMZ, die im Scheitelbogen lautet O IER ALE TIE TEN WEG FURIBE GEH MECK E TOCK UNT SEH. Die Inschrift bezieht sich sicherlich auf Jeremia 1,12 (Euch sage ich allen, die ihr vorüber geht: Schauet doch und sehet, ob irgendein Schmerz sei wie mein Schmerz) und bedeutet, zunächst am Scheitelbogen und dann fortgesetzt am Kleeblattkreuz gelesen in etwa Oh ihr alle, die den Weg vorüber geht, merkt doch und seht, ob auch in ihm wie mein Schmerz.